# Adam Rodríguez
Adam Michael Rodríguez (Yonkers, 2 aprile 1975) è un attore, sceneggiatore e regista statunitense.

## Biografia
Di origini portoricane e cubane, è figlio di Ramon Rodriguez, pilota militare, e Janet Rodriguez. Ha una sorella minore, Vanessa. 
A 10 anni fece un'audizione per I Robinson, ma non venne scelto. Il suo sogno da adolescente era quello di diventare un giocatore professionista di baseball, ma a causa di un problema a una vertebra dovette rinunciare alla carriera sportiva. 
Dopo il college, non avendo particolare interesse per lo studio universitario, ha svolto vari lavori tra i quali anche l'operaio edile, il porta pizze e l'agente di cambio. La sua attenzione si focalizzò sulla carriera artistica dopo aver partecipato ad alcune produzioni della Jersey Paper Mill Playhouse. 
Nel 1996 grazie a Bill Clark, produttore delle serie NYPD Blue e amico di suo padre, apparve in alcuni episodi della serie. 
Nel 1997 ha interpretato il ruolo di Hector Villanueva nella serie della CBS Brooklyn South e nel 1999 è stato co-protagonista del video di Jennifer Lopez, If You Had My Love.
A partire da quest'anno è apparso in numerose serie televisive, tra cui Brooklyn South, Felicity, Roswell e ha interpretato molti ruoli per il cinema: quello per cui è maggiormente conosciuto è il personaggio di Eric Delko nella serie televisiva prodotta CSI Miami, prodotta dalla CBS, della quale è stato coprotagonista fino al 2009. A partire dall'ottava serie è uscito dal cast regolare, comparendo in sole 10 puntate, così da poter interpretare contemporaneamente il ruolo di Bobby Talercio nella serie Ugly Betty. Ritornerà poi a essere un interprete regolare nella nona stagione.
Nel 2005 ha doppiato il personaggio di Burn Burnam nella serie a cartoni animati Kim Possible, nell'episodio 10 della terza stagione.
Compare in altri video musicali, tra i quali: I Call it Love di Lionel Richie e in Many Men di 50 Cent.
Nel 2009 è co-protagonista del video It Kills Me della cantante canadese Melanie Fiona, con la quale ha intrapreso dal dicembre del 2008 a febbraio 2012 una relazione.
È apparso anche nel video Yes We Can di Will.i.am, ha sostenuto la campagna per le elezioni del presidente Barack Obama attivamente, soprattutto attraverso conferenze e incontri con gli studenti di scuole di ogni grado, assieme ad altri attori di orientamento politico democratico.
Rodríguez è apparso sulla copertina di H mag fotografato da Joey Shaw.
Nel 2016 entra a far parte del cast regolare della dodicesima stagione di Criminal Minds, interpretando il ruolo dell'agente speciale Luke Alvez che farà il suo esordio nella BAU a partire dal primo episodio della stagione.

## Vita privata
Rodriguez ha sposato la modella Grace Gail nel 2016. Hanno tre figli.

## Filmografia

### Attore

#### Cinema
- Impostor, regia di Gary Fleder (2002)
- Splinter, regia di Michael D. Olmos (2006)
- Identità sospette (Unknown), regia di Simon Brand (2006)
- Magic Mike, regia di Steven Soderbergh (2012)
- About Last Night, regia di Steve Pink (2014)
- Magic Mike XXL, regia di Gregory Jacobs (2015)
- CHiPs, regia di Dax Shepard (2017)
- Gli Incredibili 2 (Incredibles 2), regia di Brad Bird (2018) – voce
- Magic Mike - The Last Dance, regia di Steven Soderbergh (2023) - cameo

#### Televisione
- NYPD - New York Police Department (NYPD Blue) – serie TV, episodio 4x12 (1997)
- Brooklyn South – serie TV, 19 episodi (1997-1998)
- Law & Order - I due volti della giustizia (Law & Order) – serie TV, episodio 10x06 (1999)
- Felicity – serie TV, episodi 2x09-2x10-2x13 (1999-2000)
- Resurrection Blvd. – serie TV, episodi 2x03-2x09-2x13 (2001-2002)
- Roswell – serie TV, 18 episodi (2001-2002)
- CSI - Scena del crimine (CSI: Crime Scene Investigation) – serie TV, episodio 2x22 (2002)
- CSI: Miami – serie TV, 219 episodi (2002-2012)
- Six Feet Under – serie TV, episodio 4x10 (2004)
- Kim Possible – serie animata, episodio 3x10 (2005) – voce
- S.O.S. - La natura si scatena (Category 7: The End of the World) – miniserie TV (2005)
- NCIS - Unità anticrimine (NCIS) – serie TV, episodio 4x23 (2007)
- Ugly Betty – serie TV, 11 episodi (2009-2010)
- Psych – serie TV, episodio 5x05 (2010)
- Sesamo apriti (Sesame Street) – serie TV, episodio 42x14 (2011)
- Terapia d'urto (Necessary Roughness) – serie TV, episodio 2x04 (2012)
- The Goodwin Games – serie TV, episodi 1x04-1x06-1x07 (2013)
- The Night Shift – serie TV, 6 episodi (2015)
- Empire – serie TV, 5 episodi (2015)
- Jane the Virgin – serie TV, 7 episodi (2015-2018)
- Criminal Minds – serie TV, 69 episodi (2016-2020)  Lucas Alvez
- Penny Dreadful: City of Angels – serie TV, 8 episodi (2020)
- Ordinary Joe – serie TV, 6 episodi (2021)
- Criminal Minds: Evolution  - Serie TV, 10 episodi (2021-in Corso) Lucas Alvez

### Regista
- CSI: Miami – serie TV, episodi 9x16-10x17 (2011-2012)
- Scorpion – serie TV, episodio 2x12 (2015)
- Criminal Minds – serie TV, episodi 13x16-14x08 (2018)

### Sceneggiatore
- CSI: Miami – serie TV, episodi 9x16-10x17 (2011-2012)

## Videoclip
- If You Had My Love di Jennifer Lopez (1999)
- I Call It Love di Lionel Richie (2006)
- Respect My Conglomerate di Busta Rhymes (2009)

## Doppiatori italiani
Nelle versioni in italiano delle opere in cui ha recitato, Adam Rodríguez è stato doppiato da:
- Roberto Gammino in CSI - Scena del crimine (ridoppiaggio), CSI: Miami, Magic Mike, Magic Mike XXL, Criminal Minds, CHiPs,Criminal Minds:Evolution
- Alessio Cigliano in Roswell, Psych, Reckless, Ugly Betty
- Fabio Boccanera in CSI - Scena del crimine
- Pasquale Anselmo in The Night Shift
- Marco Vivio in Jane the Virgin
- Guido Di Naccio in Ordinary Joe

Da doppiatore è sostituito da:
- Pasquale Anselmo in Kim Possible